# Ben Barzman
Ben Barzman, född 19 oktober 1911 i Toronto i Ontario, död 15 december 1989 i Santa Monica i Kalifornien, var en kanadensisk journalist, filmmanus- och romanförfattare. Han är bäst känd som manusförfattare till mer än 20 filmer, från "You're a Lucky Fellow, Mr. Smith" (1943) till "The Head of Normande St. Onge" (1975).

## Svartlistning
Liksom många av sina kollegor i branschen, blev Ben Barzman svartlistad av House Un-American Activities Committee (kommittén för oamerikansk verksamhet). Han blev varnad av ingen mindre än Groucho Marx, och begav sig först till Storbritannien för att arbeta med en ny film (Vi bygga i Babylon, "Give Us This Day"). I början av 50-talet flyttade han sedan till södra Frankrike med sin fru Norma Barzman (1920-2023), även hon författare.

## Science fiction-författare
1960 debuterade Barzman som science fiction-författare med romanen Från en annan värld (Berghs 1960). Den bygger på idén att Jorden har en tvillingplanet, en parallell värld i samma bana, men gömd för oss genom att den alltid är på andra sidan om Solen. De två planeterna har utvecklats nästan identiskt från det att de skapades för länge sedan, med samma länder, historia, språk, och till och med befolkade av samma människor med samma namn. Den stora skillnaden är att andra världskriget aldrig hände på den andra jorden.

## Filmografi i urval
- 1944 – Här kommer folket!
- 1945 – Djungelpartisaner
- 1946 – Säj aldrig adjö
- 1948 – Pojken med gröna håret
- 1949 – Vi bygga i Babylon
- 1952 – Ung man med idéer
- 1957 – Min son skall hängas
- 1957 – Han som måste dö
- 1959 – Ödesdigert möte
- 1961 – El Cid
- 1962 – ...de kallblodiga
- 1963 – 55 dagar i Peking
- 1964 – Romarrikets fall
- 1964 – Besöket
- 1965 – Hjältarna från Telemarken
- 1966 – Blue Max
- 1969 – Z – han lever
- 1972 – Attentat!